# 義務教育

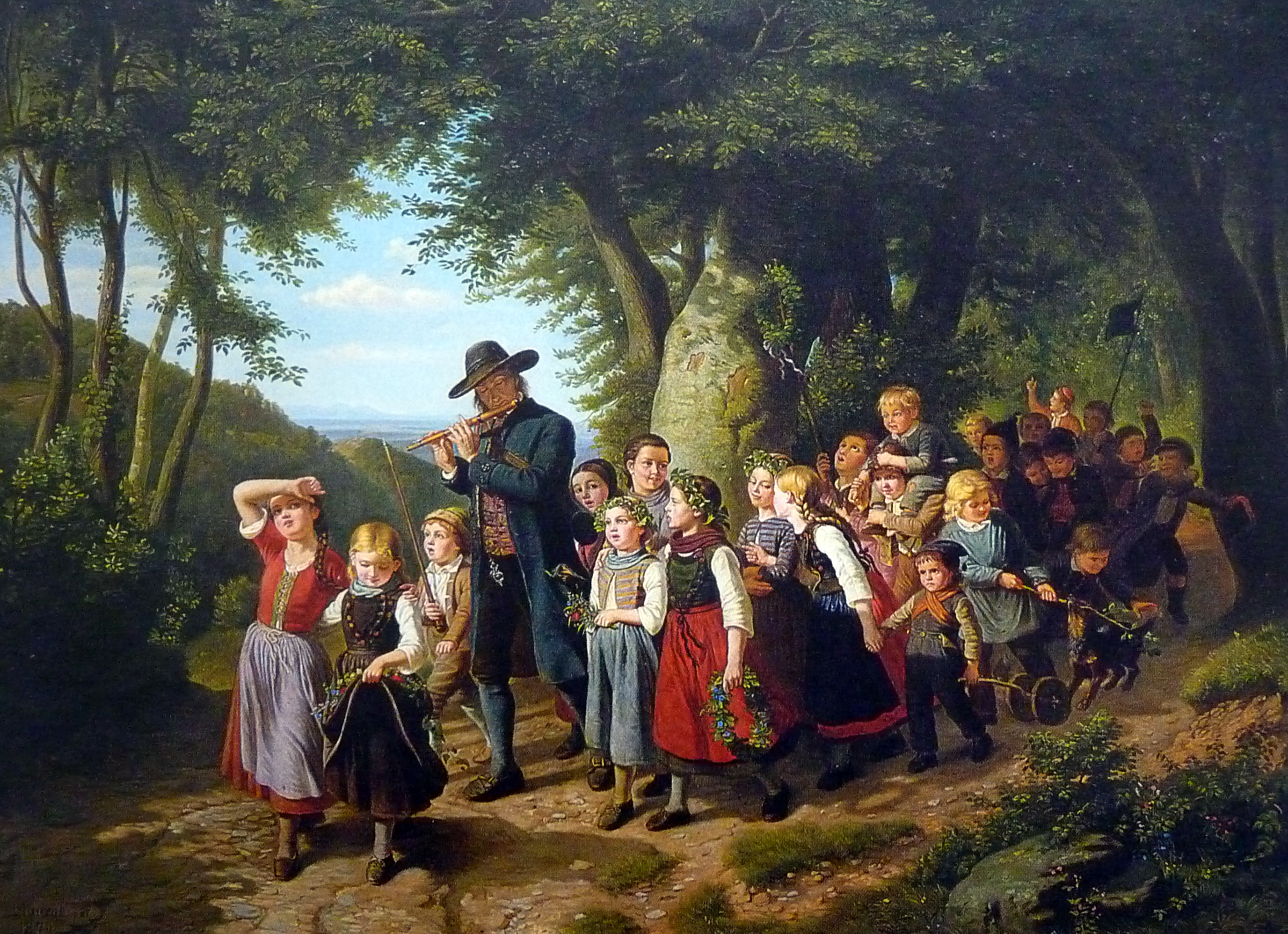
19世紀、小学校の校外学習から大人と一緒に戻る風景を描いた絵。Christian Eduard Boettcher作

義務教育（ぎむきょういく、英: compulsory education）とは、国が国民に対して教育を受ける、受けさせることを義務付けることである。アメリカ独立期やフランス革命期に形成された近代公教育思想に淵源を持っており、欧米では生存権の一環として教育を受ける権利運動が展開された。日本では日本国憲法第26条が国民の教育を受ける権利（学習権）を定めており、これを保障するために教育を受けさせることが義務づけられる。

## 歴史
学校制度がまだ存在しない古代から現代の義務教育制度に通ずる社会制度は存在した。古くはスパルタにおける7歳から30歳の男性に対しての義務的な教育制度が存在し、自由民に対する文武両道の教育が行われていた。また、シャルルマーニュは802年に貴族の子弟に限定されない義務教育令を公布した。
中世になると、ルター派の諸国では民衆に対する教育に力を入れ始めたが、中でも、ドイツのゴータ公国のエルンスト敬虔公が1642年に公布したゴータ教育令は、現代の教育法規と同様に、授業時間、学級編成、教科書などの細密な規定がなされている点でかなり先進的なものであった。ゴータ教育令では義務教育の終了は「12歳を超えるか、文字が読めるようになるまで」と定められており、必ずしも一定年齢までの在学を義務付けていないという点で終了基準は課程主義（後述）と年齢主義の併用であったといえる。こういった教育制度はプロイセンのフリードリヒ2世の時代まで主流であったが、基本的には下層階級の救済という目的は薄かった。
産業革命期になると、労働者階級の年少児童が工場などでの労働力として使われるようになり、劣悪な環境におかれることになった。イギリスでは19世紀前半には工場法などによって年少者の工場雇用を禁止し、19世紀後半には義務教育制度が施行されるようになった。アメリカ合衆国ではマサチューセッツ州が1852年に最初の義務教育法を制定した。ただし、これは親が貧困のために子を就学させないことを許容しているものであったため、義務教育制度の本来の対象であるはずの貧困層を救済できないものであるという批判もある。
現代的な学校の形態の起源は1807年よりプロイセンで行われた教育改革に求めることができる。1806年にフランスとの戦争に敗れたプロイセンでは、ヴィルヘルム・フォン・フンボルトに意見を乞い、逃亡しない従順な徴集兵候補を育てることを目標とした厳格な義務教育プログラムを策定した。あらかじめ決められたカリキュラムを時間割で管理し、個々人の習熟度を度外視して学年単位で教授する教育法はプロイセン・モデルと呼ばれ、アメリカをはじめとした諸国の教育に影響を与えた。
20世紀初頭のアメリカにおいては、一部の州で「義務就学年限は14歳までだが、読み書きができない場合は16歳まで」とする課程主義と年齢主義を併用した終了規定を設けていたが、現在では全て年齢主義での規定になっていると思われる（ただし特別支援教育の義務教育年限は20歳から21歳までとなっている）。

## 義務教育の保障
世界人権宣言、及び経済的、社会的及び文化的権利に関する国際規約（国際人権A規約）では、以下に初等教育レベルの義務教育の権利・義務を定められている。
第二次世界大戦後、先進国ではもはや年少者が工場での労働力に用いられるようなことは過去のものとなっており、積極的な「児童のための教育」の考え方が強くなった。もはや教育を受ける義務ではなく教育を受ける権利としての考え方に転換しているため、「義務教育制度は教育普遍化制度と改称すべきだ」との意見もある。

## 類型

### 年齢主義か課程主義か
義務教育の対象者を決める時の基準に何を用いるかによって分類される。特定年齢の間、義務教育の対象にするという方式を年齢主義と呼び、特定の発達段階に達してから特定の課程を修了するまでを義務教育の対象にするという方式を課程主義と呼ぶ。これは学校で進級をする時の基準についての年齢主義と課程主義とは別個の概念である。
始期を年齢主義、終期を課程主義とするなどの両方の基準を用いる方式や、終期について年齢主義と課程主義を併用するなどの方式も存在しうる。歴史上は課程主義の義務教育制度もあったが、現代ではほとんどの国家で始期・終期について年齢主義の義務教育制度を採用している。
この分類について、教育制度の教科書などのレベルの書物においても、学校における年齢主義・課程主義と混同している例が見られる。 例えば「年齢主義の義務教育制度では、進級試験によらず年齢に伴って進級し、一定年齢に達したら就学義務は終了する」などと、義務教育の終期が一定年齢で あれば進級も当然年齢基準であるかのような解説が蔓延している。勿論、義務教育の開始・終了の時期と、学校における進級基準には合理的な関係はない。例えば、フランスにおいては義務教育の終期は16歳と年齢によって規定されているが、小学校から飛び級・原級留置がポピュラーである。実際に16歳の時点では小学生も大学生もいる。このように、義務教育が年齢主義であっても、学校で厳しい修得主義に基づく課程主義進級制度を実施することには何の問題もないのである。
また、課程主義は一定の授業を受けるまでなどとする履修主義と、読み書きができるようになるまでなどとする修得主義に分けられる。

### 教育の義務か就学の義務か
家庭教育や社会教育なども義務教育の実際の教育活動として認可されるかどうかについては国によってさまざまである。教育義務型の義務教育制度ではホームスクーリングによる教育も社会的に受容されている。就学義務型の義務教育制度では学校教育によってのみ義務教育が行なわれる。
ドイツでは子供に「学校で教育を受ける義務」があると定めている。

### その他
他にも外国人に対する就学義務があるかどうか、どこまでが公費負担かなど様々な類型がある。

## 義務教育の期間

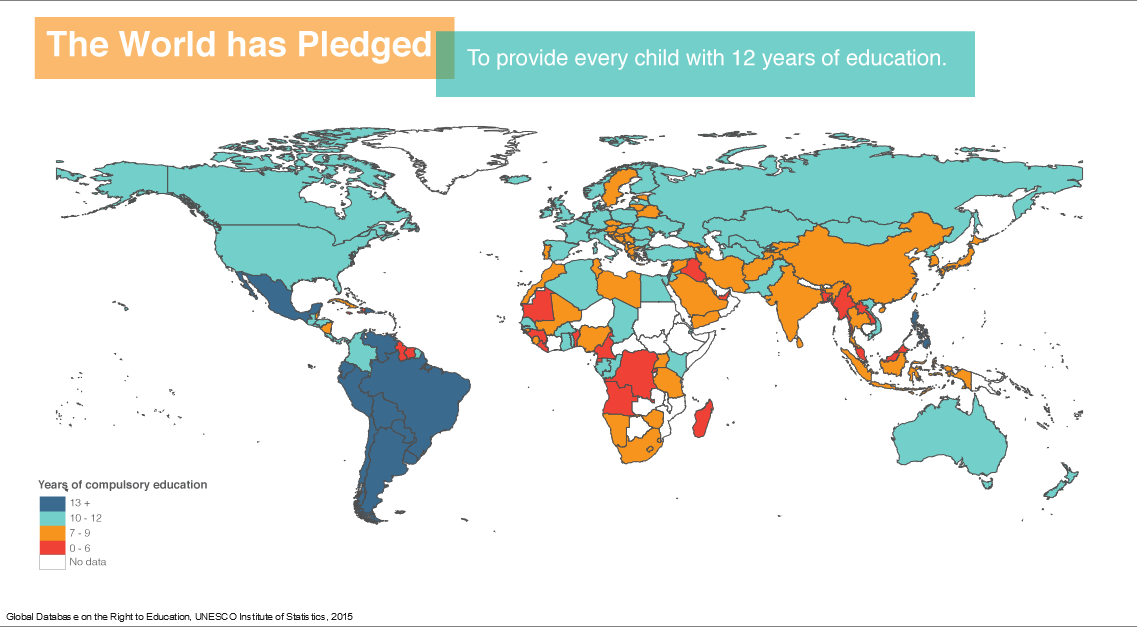
各国の義務教育年数（UNESCO）-2015年
13+ 年間
10–12 年間
7–9 年間
0–6 年間

国別の義務教育期間は以下の通り
- 16年 -  マカオ（ 中華人民共和国）、 香港（ 中華人民共和国）、 メキシコ、 ブラジル[7]
- 12年 -  ニュージーランド[7]、 ブルネイ[7]、 フィンランド[7]、 ガーナ[7]、 ベルギー[7]、 オランダ[7]、 ドイツ[7]、 イギリス[7]、 ノルウェー[7]、 ロシア[7]、 モンゴル[7]、  スペイン[7]、 フランス[7]、 イタリア[7]、 デンマーク[7]、 ノルウェー[7]、 オーストラリア[7]、 インド[7]、  パキスタン[7]、 ネパール[7]、 ベトナム[7]、 カンボジア[7]、 シンガポール[7]、 スウェーデン[7]
- 9年 –  日本[7]、 タイ[7]、 中華民国[7]、 大韓民国[7]、 中華人民共和国[7]
- 6年 -  エチオピア[7]、 カタール[7]、 アンゴラ[7]、 ミャンマー
- 義務教育制度無し： オマーン、 ソロモン諸島、 バチカン、 パプアニューギニア、 ブータン

## 世界各国における教育

### イギリス
イギリスでは1870年の初等教育法により近代的な公教育の制度が始まった。義務教育導入の背景には児童の保護や治安の維持などがあったといわれている。公教育制度は1918年のフィッシャー法により実質的に整備された。1944年のバトラー法で義務教育の年限は9年から10年となり、その後11年に延長された。
イギリスにおける教育制度は複線型であるが、1988年の教育改革法で義務教育の全国共通カリキュラムを設けた。
イギリスの義務教育は16歳までの11年だが、学校の区切りと義務教育年限が一致していないため、16歳の生徒の就学には様々な形がある。2015年の法律で義務教育後18歳までは教育または職業訓練のいずれかを受ける義務があるとされている。
イギリスでは教育の無償の期間が13年間（義務教育11年+2年）とされている。無償の内容は授業料の不徴収である（教科書は学校に備え付けられている物品とされており家庭でも自由に購入できる）。

### イタリア
イタリアでは、6歳からの10年間が義務教育である。

### オランダ
オランダでは、5歳からの13年間が義務教育である。

### スペイン
スペインでは、前期中等教育まで（10年間）が義務である。

### フランス
フランスでは公教育は国家の責務とされ、また教育を受けることは子どもの義務とされる(1882年初等教育義務法第4条。1959年義務教育延長法)。これは、日本で子どもの保護者が「教育を受けさせる義務」を負うのとは異なる。「教育を受ける権利」のみを規定する日本とフランスでは法制度類型を異にする。
フランスでは教育法典において、以下と定められている(2019年9月現在）。
義務教育の年限は10年である。
- 初等教育 - エコール・プリメール （5年間、小学校相当）
- 前期中等教育 - コレージュ（4年間、中学校相当）
- 後期中等教育 - リセなど（ただし義務教育として扱われるのは満16歳に達するまで[11]）

フランスでは教育の無償の期間が12年間（義務教育10年+2年）とされている。無償の内容は授業料の不徴収と教科書の貸与である。ただし2019年9月以降義務教育が3歳からになるため、全国民の共通教育期間は3歳から16歳までの13年間になる。

### ドイツ[13]
ドイツでは、子供には「教育を受ける権利」と「就学する義務」の両方が定められている。また、児童・生徒及び保護者に既成の学校教育を拒否する権利は認められておらず、不登校が発覚した場合は、本人は登校を強制され、保護者も処罰される。これはナチス・ドイツのヒトラー政権当時の1938年に制定された、現在も有効な条文である。
ドイツの義務教育の年限は6歳からの13年間である（複線型であり9年間・10年間・12年間の場合あり）。ドイツは複線型教育システムであるが複雑で、早く学業を終えて職業生活に入ることを望む場合はハウプトシューレ、大学における高度な専門教育を希望する場合はギムナジウム、専門的な職業教育を希望する場合はレアルシューレへ進学する。また学校と企業によるデュアルシステムが発達しており、大学でも企業実習などの職業教育が組み込まれている。

### ポーランド
ポーランドでは、15歳までの前期中等教育が義務教育である。

### ノルウェー
ノルウェーでは、グレード10までの前期中等教育が義務教育である。

### アメリカ合衆国
アメリカ合衆国では1852年にマサチューセッツ州が初めて義務教育制度を立法化し、南北戦争後には各州に義務教育制度が広まった。
連邦国家のアメリカ合衆国における学校教育に関する各法令は各州の州法の管轄であり、各州が独自に義務教育年齢と無償教育年齢を定めている。主流は義務教育7歳から18歳、無償教育5歳から21歳である。多くの州が義務教育終了年齢を18歳に規定しているが、飛び級で12年生課程の終了や州の高校卒業相当学力認定試験などを18歳未満で取得した生徒は、保護者の同意書を提出して自主退学（あるいは大学などへ進学）出来る。約半数の州が義務教育開始年齢を5歳、6歳と規定しているが、これはアメリカ合衆国がK-12の一貫教育を基本としている為で、5歳で小学校に就学するという意味ではない（幼稚園の義務教育化）。
無償教育終了年齢の最長はテキサス州の26歳で最短はアラバマ州の17歳にオレゴン州・モンタナ州の19歳（残りの各州は20歳あるいは21歳までの無償教育が主流）無償教育開始年齢の最年少はフロリダ州・イリノイ州・ウイスコンシン州の4歳である（無料幼稚園年少組。無料だが義務ではない。）。全米リストは外部リンクを参照されたい。

### メキシコ合衆国
メキシコでは、2013年の法改正により高校課程までの後期中等教育が義務教育である。

### オーストラリア
教育制度は、就学全教育・初等・中等教育・高等教育の3段階に分かれる。州によって異なるが、初等教育が6年間または7年間、中等教育が6年または5年である。
義務教育期間は6歳から15歳まで（南オーストラリア州とタスマニア州は16歳まで）である。
連邦全体として教育目標を達成するためにナショナル・カリキュラムを作成（ナショナル・カリキュラムとは、必修科目として、英語・理科・数学・算数・英語以外の言語・美術・技術・社会と環境・保健体育の8科目を示しており、一元的な強制力はないが、連邦全体での教育内容の一貫性・整合性を図ることをその策定意図としていることだ）

### 韓国
韓国の学校制度は、初等学校6年、中学校3年、高等学校3年という6･3･3制をとっており、義務教育は中学校までの9年間である。初等学校の入学は満6歳からである。しかし、早期入学（満5歳で入学し、満11歳で早期卒業）も認められている。
初等教育の場合、通学する学校は地方教育庁が決定し、それに基づいて地方自治団体（邑・面・洞）の長から就学児童の氏名、住民登録番号、入学する学校、入学期日などが明記された就学通知書が入学前年の12月に送られてくる。仮に私立中学に割り振られた場合でも、授業料は当該教育庁が負担する。

### 日本における義務教育
日本においては、子供を保護する日本国民（保護者）には法律の定めるところにより教育を受けさせる義務があると定められている（日本国憲法第26条第2項前段）。もっとも、すべての日本国民は、法律の定めるところにより教育を受ける権利も有している（第26条第1項）ので、「教育を受ける権利」「教育を受けさせる義務」の双方について法律で定めることが想定されており、これらの条件の整備などは、法律によって行われる。
この規定に基づく教育を「義務教育」と呼称している。そのため、保護者は、学齢期の人を小中学校に通学させるように取り計らう義務がある。これを就学義務（就学させる義務）という。
1. 日本はあくまで「就学義務」であり、「教育義務」という定義ではないので、諸外国によく見られるホームスクーリングは義務教育の履行とはみなされない。
2. 学校教育法の第38条に「市町村は、その区域内にある学齢児童を就学させる為に必要な小学校を設置しなければならない。」と定められており、これは第49条で中学校にも準用されている。そのため、市町村（東京都特別区を含む）はこれらの学校を設置する義務がある。これを学校設置義務という。
3. 国は義務教育の対象者の就学を奨励しなければならない。例えば、義務教育国庫負担金制度により義務教育の授業料を無償としたり、貧困家庭には就学援助制度を適用したりするなど、該当者の就学をなるべく保障することになっている。これを就学保障義務という。
4. 義務教育の対象となる学齢期の子女が教育を受ける機会が十分なものとなるよう、事業所はこれらの児童を一般の労働者として使用してはならない（労働基準法による）。これを避止義務という。

以上の4つの義務によって日本の義務教育が成り立っているとされる。ただし避止義務については載せていない解説書もある。
教育基本法、学校教育法の規定によって、子供を保護する日本国民（保護者）の義務については、15歳までの最長9年間は教育段階に応じる一条校に就学させなければならないとされ、義務履行の督促を受けてもなお履行しない者は10万円以下の罰金に処するとされている。しかし、督促について定めた学校教育法施行令第20条・第21条の運用によっては、保護者に対して督促が行われず、保護者は処罰されない。保護者が催促を受けない具体例としては、保護者が子供が学校に就学できるよう充分な便宜を図った上にもかかわらず、子供自身が登校しない不登校の場合などである。これについては、いじめ・校内暴力などの教育問題との関係もある。
ただし、保護者が就学させなければならない子で、病弱、発育不完全その他やむを得ない事由のため、就学困難と認められる者の保護者に対しては、市町村の教育委員会は、文部科学大臣の定めるところにより、保護者の義務を猶予又は免除することができる。

#### 沿革
1871年（明治4年）、文部省が設置された（大学ヲ廃シ文部省ヲ置ク。)。1872年（明治5年）、学制公布。しかし、学制から始まった義務教育推進運動は、当初は授業料徴収があったために中々効果を上げなかった。
1879年（明治12年)、教育令が公布され、翌1880年（明治13年）に改正された。1886年（明治19年）には学校令が公布された。
1890年（明治23年)の小学校令改正で、尋常小学校の授業料を無償化にした。尋常小学校修了または学齢超過のどちらか早い方が義務教育の終期であった。尋常小学校の修業年限は3年間または4年間で、学齢期は8年間であったため、義務教育期間は3年間から8年間である。1900年（明治33年）の小学校令全面改正で尋常小学校の修業年限が4年間となったため、義務教育期間は4年間から8年間となり、さらに1907年（明治40年）の小学校令改正で尋常小学校の修業年限が6年間となったため、義務教育期間は6年間から8年間となった。内務省や大蔵省を折衝した牧野伸顕文相の努力があった。1903年（明治36年）には国定教科書制度が導入された。
- 1915年（大正4年）には通学率が90％を超えるなど、学齢期の国民の就学が普遍化していった。

1879年（明治12年）の教育令施行から1941年（昭和16年）の国民学校令の制定までは、保護者は市町村長の許可を得るなどして義務教育として「家庭又ハ其ノ他」における教育を選択することができた（第3次小学校令では、第36条第1項但書の規定による）。
1936年（昭和11年）、廣田弘毅内閣で文部大臣を務めた平生釟三郎が、義務教育年限6年を8年に延長する案を閣議に提出。内閣調査室などの反対に会うが1938年（昭和14年）から実施されることとなった。さらに
1939年（昭和14年）から、中等学校や高等小学校などに在籍していない男子は、14歳から19歳まで青年学校への就学義務があるとされ、年間210時間の定時制教育を受けることとなった。これは第二次世界大戦下の国家総力戦のための軍事教練的な性格も強かったが、形の上では男性のみ13年間の義務教育期間が定められていたことになる。
1941年（昭和16年）国民学校令公布。実質的には、尋常小学校に代わって国民学校初等科（修業年限は6年間）が義務教育課程となったため、義務教育期間は6年間～8年間のままである。
1944年（昭和19年）からは国民学校令改正によって昼間の授業による義務教育が8年間に延長される予定であったが、戦況悪化のため実施されなかった。とはいえ、これら義務教育が時代の背景や情勢に左右されることはあっても、当時の日本は世界的にみて識字率の高い国となっていた。なお、国民学校令では義務教育年限は8年間であり、義務教育の終期は国民学校の修了とは関係なく、完全に年齢によって定められていたが、施行当初の3年間は6年制のままにするとの規定があり、また1944年（昭和19年）以降の国民学校令等戦時特例により国民学校8年制化が先送りされたため、義務教育の終期は従来通り年齢主義と課程主義の併用のままであった。なお、6年制予定期間と戦時特例を合わせた期間は、国民学校令の施行から廃止までの全期間に渡っていたため、実際には法令通りの運用になったことはない。
第二次世界大戦敗戦後GHQ占領下の1947年（昭和22年）の学制改革・学校教育法公布により、現在まで70年以上続いている義務教育制度が施行された。これは（4月1日時点で）6歳から15歳までの9年間を義務教育期間とし、課程の修了と義務教育の終了が無関係な、完全な年齢主義で運用するようにしたものである。なお移行のため、1947年度は7年間、1948年度は8年間が義務教育期間である。これまでは尋常小学校もしくは国民学校という単一校種が就学先学校であったが、この改革では小学校6年間・中学校3年間をその期間に該当させるという二段階のシステムがとられた。この時点で特殊教育諸学校への就学義務も定められたが、盲学校・聾学校については早い時期に対応できたものの、実際に養護学校の義務教育化は1979年からとなる。
1998年（平成10年）に中等教育学校が学校種として定められたため、これの前期課程も義務教育を実施できる課程となった。

#### 目的
教育基本法（平成18年法律第120号）の第5条2項で「義務教育として行われる普通教育は、各個人の有する能力を伸ばしつつ社会において自立的に生きる基礎を培い、また、国家および社会の形成者として必要とされる基本的な資質を養うことを目的として行われるものとする。」と規定している。

#### 義務教育として行われる普通教育の目標
学校教育法に「義務教育として行われる普通教育」については次のように定められる。

#### 保護者が就学させなければならない子
日本において、「保護者が就学させなければならない子」は次の3条件を満たしている子である。なお、ここでいう保護者とは「子に対して親権を行う者」であり、親権を行う者のない時は「未成年後見人」である。
1. 満6歳に達した日の翌日以後における最初の学年の初めから、満15歳に達した日の属する学年の終わりまでにある子。（学校教育法第17条）
学校教育法施行規則および年齢計算ニ関スル法律に基づけば、4月1日内までに満6歳となった子から4月1日内までに満14歳となった子が該当する。
この9年間の義務教育に該当する年齢は、（法律上の）学齢とも呼ばれる。
2. 日本国内に在住している子。
学校教育法施行令において「学齢簿の編製は、当該市町村の住民基本台帳に基づいて行なうものとする」とされている。学齢簿に基づいて、就学先の学校が指定される。
3. 保護者が日本国民である子。
日本国憲法の第26条第2項、教育基本法の第5条第1項においては、義務を負うのは「国民」であるので、保護者に日本国民が含まれない子は、該当しない。

このうちどれかが欠けても、「保護者が就学させなければならない子」とはならない。「保護者が就学させなければならない子」の場合とそうでない場合では、入学の可否、退学の可否、授業料の徴収の可否、停学などの懲戒処分の可否、出席停止の運用などに違いが生じることもある。
なお、制度について詳しく知っていない人の中には、学齢を超過している者や、外国人の子などの任意就学者に対する教育であっても、小中学校教育のことを「義務教育」と呼んでいる人もいる。これは就学義務などよりも教育内容に着目した呼び方であると思われるが、法律上は正式な表現ではないので、できるだけ使用を避けるべきである。#誤用の節も参照のこと。

#### 義務教育の段階に該当する学校
これを具体化する法律（教育基本法および学校教育法）により、その内容は、以下の学校で実施するように定められている。
- 小学校、特別支援学校の小学部（修業年限: 6年）
- 中学校、中等教育学校の前期課程、特別支援学校の中学部（修業年限: 3年）
- 義務教育学校（修業年限: 9年）

上記の学校を義務教育諸学校と呼ぶ。なお義務教育諸学校の在籍者の大部分は、「保護者が就学させなければならない子」である。
現状では、特別支援学校を除き、同じ学年には同じ年齢の在籍者がほとんどという状態が続いている。小学校に児童として在籍する者は6歳から12歳の者がほとんどであり、中学校に生徒として在籍する者は12歳から15歳の者がほとんどである。学齢期（義務教育期）の終了と同時に、中学校を卒業する例がほとんどを占めている。
「保護者が就学させなければならない子」を学校に就学させる義務のことを就学義務という。
義務教育の期間は学年基準や在学年数基準ではなく、あくまで年齢基準であるため、義務教育として9学年分または9年間の学校教育を受けられていなくても、一定の期日に達すると義務教育の対象ではなくなる。この考え方を「義務教育年限における年齢主義（前述）」という。4月1日内までに15歳以上に達した人（学齢を超過した者）は、以上の学校に在学していても義務教育には該当しないため、就学猶予や原級留置や過年度入学などの理由で、14歳の年度のうちに中学校などを卒業できない場合でも、それ以後に通学することは義務教育の範囲とはされない。義務教育期間中に小学校などを卒業した場合、直後に中学校などに進学することとなっているが、小学校卒業時点で学齢を超えている場合は、進学は任意である。
「保護者が就学させなければならない子」の場合は住民登録をすればほぼ無条件で地元の公立の上記学校のいずれかの学年に入学できる。そうでない子の場合は学齢期かどうかが重要である。「保護者が就学させなければならない子」でなくても、学齢期の子の場合は、児童の権利に関する条約などに基づいて、多くの場合受け入れられる。しかし、学齢期を超過した者は新たに入学・編入学することを許可されないこともある。なお、在学中に学齢を超過した場合はすぐに通学できなくなるわけではなく、通例、継続して在学することが可能である。

#### 就学猶予・就学免除
学齢に達しても、病気などによって小学校への就学が困難な児童は就学猶予や就学免除などの手続きを受ける場合がある。この手続きを受けた場合、その年度には就学しないことになる。ただし、1979年（昭和54年）の養護学校の義務教育化に伴い、養護学校などの障害児対象の学校が充実してきたため、近年では就学猶予・就学免除ともほとんど許可されなくなっている。
なお、少年院送致となった学齢期の児童に対しても、就学猶予が行われる場合もある。

#### 授業料と就学援助
日本国憲法第26条2項、および教育基本法第5条および学校教育法第6条においては、義務教育は無償とすると定められている。判例によれば、同条の無償とは授業料の無償を意味し、教科書、学用品その他教育に必要な一切の費用まで無償としなければならないことを定めたものではないとする。また、判例では、授業料以外の義務教育に必要な費用については、保護者負担の軽減策を国がとることが望ましいが、立法政策の問題として解決すべき事柄で憲法の規定ではないとしている。なお、私立学校などでは授業料の徴収が学校教育法により認められており、この限りではない。
現在は、義務教育においては、義務教育諸学校の教科用図書の無償に関する法律、義務教育諸学校の教科用図書の無償措置に関する法律により、学校で使用する教科書（教科用図書）については無償で給与されている。
なお、義務教育諸学校に在学している学齢超過者については正式な意味での義務教育を受けているとはいえないため、義務教育無償の原則に当てはまらないとの考え方もある。ただし、多くの夜間中学校においては授業料を徴収していないものと思われ、また、一般の公立中学校でも授業料は徴収していないケースが多いといわれる。同様に、外国人に対しても、公立学校では授業料は徴収しない扱いが通常である。
経済的に困窮している家庭を対象に就学援助制度がある。これは市町村が保護者に対し、学用品費や給食費を助成するものである。

#### 不登校問題
現在、学齢期の児童生徒の長期欠席が増加している。義務教育という言葉の響きから、在学者の不登校を違法なものだと考える人もまだ多いが、上記のように日本では就学義務は保護者などの義務であり、当事者の義務ではないとされている（当事者にとっては教育を受ける権利である）。なお、フランスでは教育を受けることは子どもの義務とされる。
このため、児童生徒本人が自由意志で欠席を選択するのであれば本人・保護者とも罰則は課されないが、学齢期で日本国籍のある本人が学校（小・中学校）に行きたいと希望しているにもかかわらず、保護者が通学しないようにした場合（家事を強制したり、軟禁したり）は、就学義務違反となる。督促を受けても履行しないと、10万円以下の罰金が科される。
10万人を越えるという不登校問題のため、民間教育施設への通所も出席に算入できるようになり、さらに中学校卒業程度認定試験（中検）と大学入学資格検定（大検）を経れば大学に進学できるようになっているなど、就学義務制は緩和されており、就学に代わる家庭教育も可能になりつつある。
また、日本の小中学校は、在籍する生徒の大部分が義務教育生徒だが、非義務教育生徒（義務教育でない生徒。任意教育・希望教育の生徒）も一部いる。義務教育生徒と非義務教育生徒とでは、法律的な立場が異なっている。学齢超過者は無論のこと、学齢期の非日本国籍生徒に対しても、懲戒処分としての退学・停学や、本人希望による退学などが自由にできる。京都市では市立中学校に在学していた不登校の韓国籍生徒(在日４世)について、校長が「在日外国人には就学義務はないので除籍できる」と述べ、本人に対する同意を経ずに退学届を受け付けて退学させたことが問題となり、訴訟となり、結果33万円の賠償が命じられる判決が下った。

#### 無認可校など
インターナショナル・スクール（国際学校）やナショナル・スクール（外国人学校、民族学校など）をはじめとする各種学校や無認可校に子女を通わせる保護者（日本人）は義務教育を履行していないと教育委員会から通告を受ける場合がある。

#### 年限延長問題
日本は義務教育制度がほぼ完成している国家であるが、学齢超過の義務教育未修了者が存在しており、2020年の国勢調査で最終学歴を「小卒」と回答した人数は約80万人で、約74万人は第二次世界大戦直後の混乱により学齢期に就学できなかった高齢者であるが、50代以下も2万人ほど存在する。これらの人の行ける小中学校としては、夜間中学校や中学校通信教育が整備されているが、学校数が少ないこともあって非常に門戸が狭く、あまり効果を上げていない。また、小学校や、朝昼に授業を行う一般の中学校には入学を拒否される場合がほとんどである。
日本の義務教育期間はあくまで年齢主義であり、学齢を過ぎたらもはや義務教育の対象とはされない。そうしたことも一因で、学齢超過者が小中学校に入学することが困難となっている。そのため、上記のような戦争による未就学者や、近年増加している不登校者が小中学校への入学を希望しても、一度学齢を超過すると入学できない場合が多いことが問題となっている。
義務教育の年限延長は、明治時代から強く主張されており、社会の環境が整うにつれ徐々に延長されてきた経緯がある。当初修業年限が4年間だった尋常小学校は、1907年（明治40年）には6年制となり、その後制度上は国民学校の8年制化によって義務教育年限は8年間となったが、第二次世界大戦の戦局の激化により実施はされず、戦後の学制改革によって義務教育は9年間となった。このように、当初は国家の経済力が弱かったこともあり、義務教育年限は短かったが、経済力の強化と、国家総力戦のための軍部による国民練成の要求により、延長がなされた形である。
現代では、高校進学率が非常に高く、また、幼稚園･保育園入園率も高いため、義務教育年限を延長し、それらの教育機関を義務教育対象機関にすることを求める意見がある。自民党は義務教育年齢を下方延長して幼稚園などを義務教育対象に組み入れることを主張していたが、逆に上方延長により高校などを義務教育諸学校とする意見も出ている。

#### 「義務教育」という用語への批判
「義務教育」という用語が、強制的な印象を持たせるため、長期欠席生徒に対するプレッシャーになる場合があり、また法制度に疎い人の誤解を招く場合も多く、より適切な用語にすべきだとの意見がある。
また、児童手当法の附則には、施行直後の暫定措置のための条文に、学齢期を過ぎた後も中学校や中学部に在籍していれば義務教育に含めるとする部分があるが、このように法律同士が語句の用法において齟齬をきたしている場合もある。

### 韓国
韓国では、初等教育（小学校6年間）から前期中等教育（3年間）までの合計9年間が義務教育である。また、小中高学校の就学時年齢は、日本の小中高学校と同等である。

### 台湾
1968年に9年国民義務教育（前期中等教育）を延長し、2014年から12年国民基本教育（略称:12年国教）を実施した。
また、初等教育（国民小学6年間）から前期中等教育（国民中学3年間）までが義務教育である。
就学時年齢は、日本の小中学校と同等である。

### 香港
香港では前期中等教育までが義務教育である。

### 中国大陸
中国大陸では「9年義務教育」までが義務教育である，その中で、小学校6年と中学校3年。授業料は無償である。